# Kramata
Kramata je lesní rybník, který se nachází u silnice II/168 na Kvildu, 1,4 km od jejího odbočení ze silnice II/145 (směr Stachy) na rozcestí U Sloupů, kde stojí objekt bývalých kasáren ve Vimperku. K hrázi rybníka je to od silnice 10 metrů. Kramata mají pravidelný obdélníkový tvar, na jeho severovýchodním břehu leží přirozená lesní přírodní pláž.

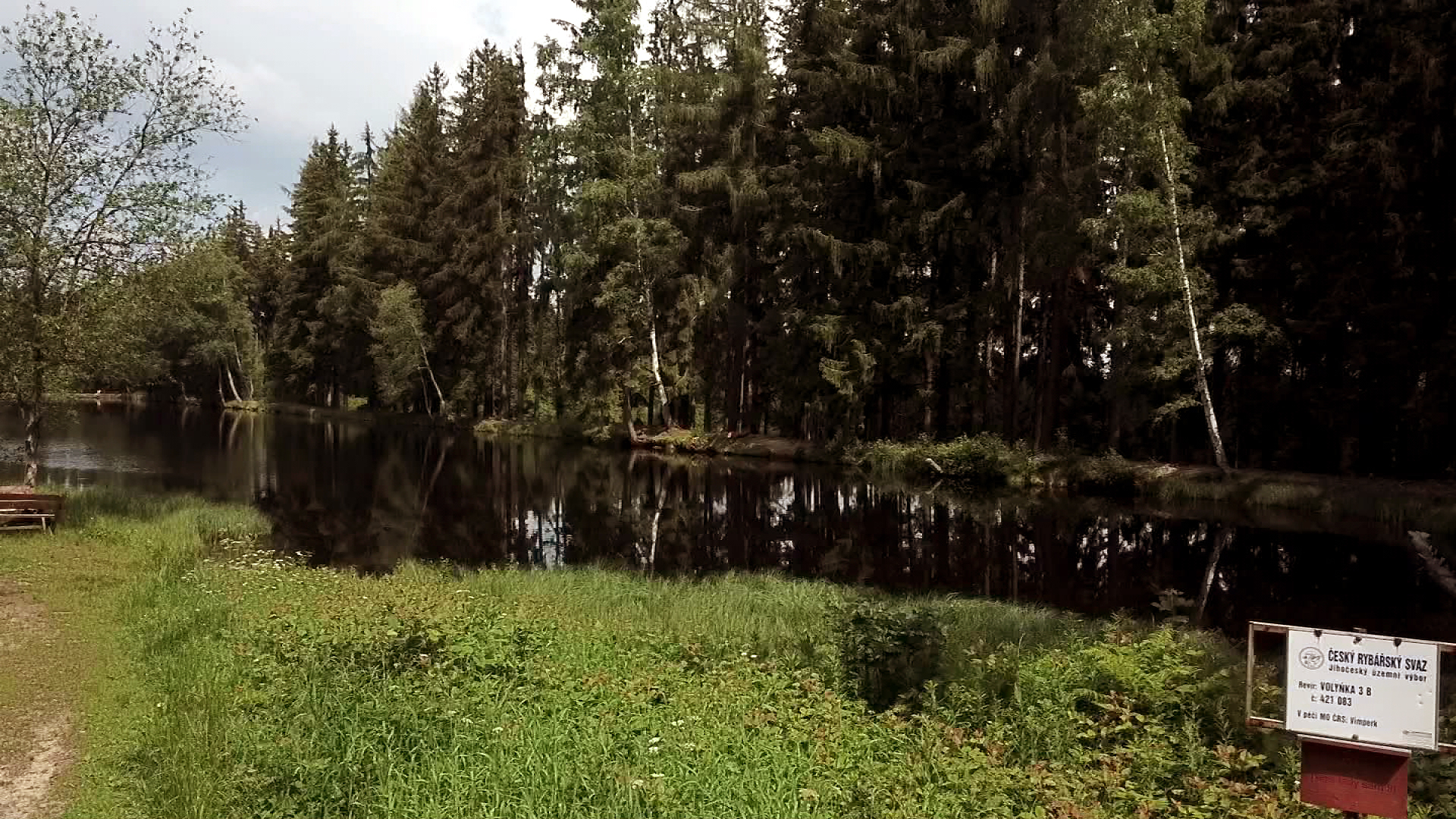
Kramata s označením rybářského revíru

V tomto rybníku se dá jak koupat, tak rybařit, vzhledem k blízkosti od silnice je oblíbenou zastávkou pro motorkáře i pro cyklisty, objevili ho i naturisté. Kramata jsou součástí rybářského mimopstruhového revíru 421 083. V těsné blízkosti se nachází autobusová zastávka Vimperk, Kamenná Lhota.
Přes silnici je to po lesní cestě směrem na jih od hráze rybníka 600 metrů k samotě Na Radosti.